# Ийнемли, Арас Булут
Ара́с Булу́т Ийнемли́ (тур. Aras Bulut İynemli, род. 25 августа 1990 года, Стамбул) — турецкий актер. Наиболее известен Шехзаде Баязидом в сериале Великолепный век, Девраном Караном в сериале Гений и Ямачом Кочовали в сериале Чукур (Яма).

## Биография
Арас Булут Ийнемли родился 25 августа 1990 года в Стамбуле. После окончания лицея Арас поступил в Стамбульский технический университет, где через 5 лет обучения получил диплом на факультете авиационной техники.
Первую значимую роль получил в 16 лет в популярном телесериале «Аллея Возвращения». Однако по-настоящему популярным начинающему актёру позволила стать роль Мете в сериале «Бесценное время». Роль оказалась очень удачной для актёра: именно за экранное воплощение Мете Арас получил звание лучшего турецкого актёра второго плана (награда была присуждена на церемонии Antalya Televizyon Odulleri). После этой награды актёра начали приглашать и на более серьёзные роли, в том числе и первого плана
В сериале «Великолепный век» Арас появляется в четвёртом сезоне, где играет роль повзрослевшего Шехзаде Баязида. С 2016 года актёр снимался в сериале «Внутри», где играл главную роль вместе с Чагатаем Улусоем. В 2017 году начал сниматься в сериале «Яма» в главной роли Ямача Кочовалы. В 2019 году вышел фильм «Чудо в камере №7» с Арасом в главных ролях. Фильм стал кандидатом в номинации «Лучший международный художественный фильм» на премии Оскар.

## Фильмография
| Год       |   | Название                          | Роль                     |
| --------- | - | --------------------------------- | ------------------------ |
| 2008      | с | Аллея возвращения                 | Кенан                    |
| 2010–2012 | с | Бесценное время                   | Мете Акарсу              |
| 2013      | ф | Махмут и Мерьем                   | Махмут                   |
| 2013      | ф | Неужели мы поняли друг друга?     | Исхан                    |
| 2013–2014 | с | Великолепный век                  | Шехзаде Баязид           |
| 2015-2016 | с | Марал: моя самая красивая история | Сарп Алтан               |
| 2016-2017 | с | Внутри                            | Мерт Карадаг/Умут Йылмаз |
| 2017-2021 | с | Чукур/Яма                         | Ямач Кочовали            |
| 2019      | ф | Чудо в камере № 7                 | Мемо                     |
| 2023      | с | Ататюрк                           | Мустафа Кемаль Ататюрк   |
| 2024      | с | Гений                             | Девран                   |